# Sympodomma hatagumoanum
Sympodomma hatagumoanum är en kräftdjursart som beskrevs av Gamo 1969. Sympodomma hatagumoanum ingår i släktet Sympodomma och familjen Bodotriidae. Inga underarter finns listade i Catalogue of Life.